# Kuta Parit
Kuta Parit is een bestuurslaag in het regentschap Langkat van de provincie Noord-Sumatra, Indonesië. Kuta Parit telt 2109 inwoners (volkstelling 2010).